# Maddela
Maddela é um município de  primeira classe de renda municipal (d) na província Quirino, nas Filipinas. De acordo com o censo de 1 de maio  de  2020 possui uma população de 40 943 pessoas e 9 893 domicílios.